# Église Notre-Dame-de-l'Assomption d'Ovada
L'église Notre-Dame-de-l'Assomption d'Ovada (en italien : Chiesa di Nostra Signora Assunta) est située dans la ville d'Ovada dans la région du Piémont en Italie.
C'est le plus grand édifice religieux d'Ovada.
L'église de style baroque est dédiée à Notre-Dame de l'Assomption.

## Historique
Sa construction a commencé en 1772 et s'est achevée avec la construction des deux cochers dont l'un a été terminé en 1808 et l'autre en 1853.
L'architecte est Gio Antonio Delfrate qui s'est inspiré de la basilique Santa Maria delle Vigne à Gênes.

## Dimensions
Les dimensions de l'édifice sont les suivantes :
- hauteur sous voûte de la nef centrale : 19,5 m ;
- longueur : 60 m ;
- hauteur des deux tours : 47 m ;

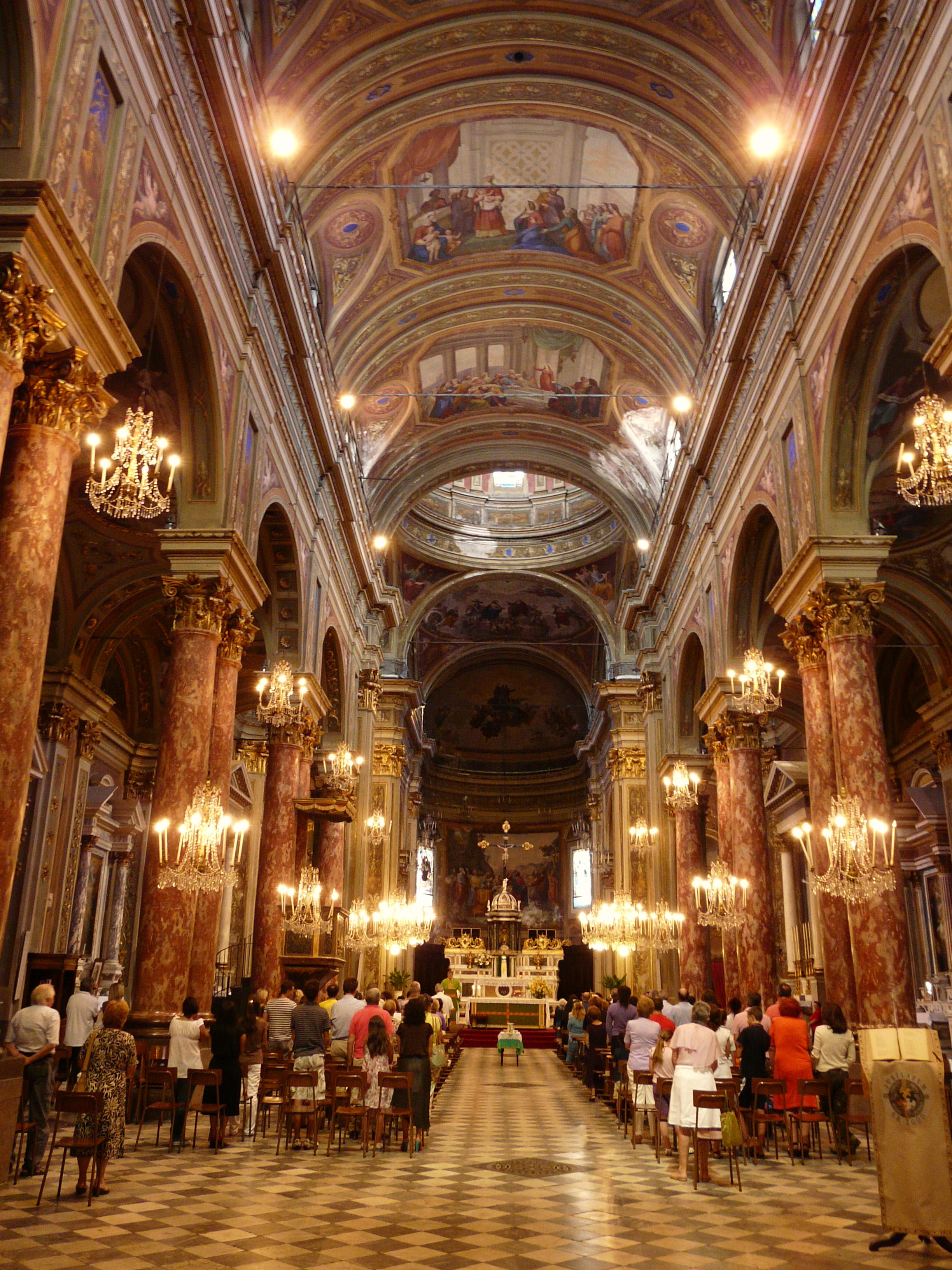
Vue intérieure de l'église.

- largeur : 20 m.